# M2號潛艇
M2號潛艇（英文： HMS M2），所屬英國，是皇家海軍在一戰末期建造的4艘M級潛艇之一，且她為該級二號艦。1918年10月下水。1927年被改造成航空潛艦。1932年1月演習時，與商船相撞後沉沒。

## 幻想造物
英國開發出偽裝商船的艦艇偷襲U艇的戰術，由於戰術的成功，海軍部認為「當潛艇在水面上時，就要以火力將其擊敗」，便催生出M級的構思。用途類似巡洋潛艇。作為其構思的艦船，配備當然要符合海軍部的期待，於是在艦艏裝備一門阿姆斯特朗305毫米/40艦炮Mark IX，炮源自可畏級戰列艦。因為艦炮口徑之巨大，成為本級的特色。

## 功能轉換

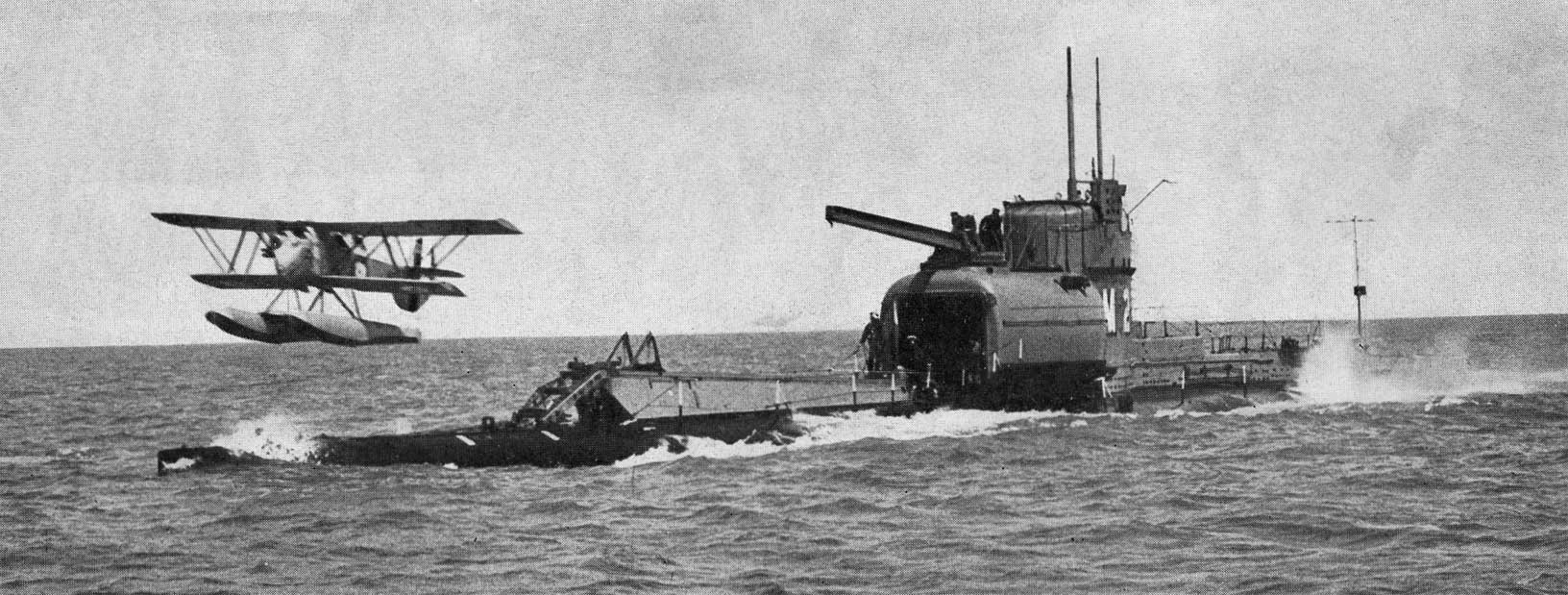
發射艦載機的M2

M2於維克斯的巴羅發內斯造船廠建造，1916年7月12日開工，1918年10月19日下水，1920年2月14日服役。由於其主炮與艦體長度，常作為淺水重砲艦，或巡洋潛艦使用。然而，隨著海軍條約的簽訂，還有旗艦的意外事故，讓本級艦船存留，成為一大問題。最後，以「拆除艦炮」作為此問題的答覆。1925年，M2的主炮被拆除，取而代之的，是機庫、吊臂，並配備一架帕納爾佩托N255型水上飛機。是的，M2被改造成「航空潛艦」。改造持續至1927年。1928年增加彈射器，如此，飛機就不必在水面起飛了。因為她能發射飛機，於是常擔任偵察一職。

## 意外結局
1932年1月26日，從基地波特蘭島離開，前往多塞特郡西灣。10:11分，艦長發電報給緹坦妮雅號潛艇母艦，內容是：「我將於10:30開始下潛。」 11:15左右，一艘來自泰恩河畔新堡的沿海貿易船泰恩赛德號（Tynesider）路過此處，船長看見M2的船尾正快速下潛。抵達目的地後，他與港務人員稍微提一下，但沒放在心上。
幾天過後，M2遲遲未歸港，就派搜救人員去找。在離港後第8天，也就是2月3日找到殘骸，艦員無一生還。隨後開始打撈工作，由英國工程師歐內斯特·考克斯主導，他曾參與沉沒的德國戰艦的打撈作業。經歷近一年的打撈，終於將其抬至水上6公尺，隨後開始探勘；因為機庫門很輕易地就打開了，認定是機庫門滲水，造成意外的發生。結論出來後，探勘結束，一陣烈風將她吹回原處。
對於為何會失事，提出了兩種解釋。第一，由於機組人員嘗試突破飛機起飛速度，所以在甲板仍然水下的時候打開了機庫門，由此水才會從機庫滲入。第二，機庫進水是由於船尾水平舵失靈造成的。高壓儲氣罐用於將潛艇帶到水面，但為了節省儲氣罐，會接著從外部吹入空氣來清除水箱中的水。這可能需要長達15分鐘才能完成。因此，本艦彈射飛機的程序是：使用水平舵將船停在水面，同時機庫門打開，飛機起飛。這能解釋貿易船船長所觀察的景象，船尾之所以快速下沉，是因為船尾水平舵的故障，且機庫門尚未關上，最終水從機庫湧入。

## 後續發展
M2現今的所在地是位於50°34.6′N 2°33.93′W / 50.5767°N 2.56550°W的海床，水下30公尺，是一個潛水的好地方。順帶一提，該地為保護處。
此外，由於M2的沉沒，使得英國海軍放棄航空潛艇；反之，某個東方國家看見了潛艇配飛機的潛力，並建造出一艘又一艘的「航空潛艦」。

## 關聯項目
- 伊十三型潛艦
- 伊十五型潛艦
- 伊四十型潛艦
- 伊四百型潛艦

## 資料來源
1. ↑  Brown 2003，第131頁.
2. ↑  .   [2023-03-04]. （原始内容存档于2019-06-12）.
3. ↑  .   [2023-03-04]. （原始内容存档于2019-07-11）.
4. ↑  Treadwell，第45-6頁.
5. ↑  Treadwell，第52頁.
6. ↑  Treadwell，第47、50頁.
7. ↑  Dorr Carpenter, Dorr B. & Polmar, Norman. Submarines of the Imperial Japanese Navy, Conway Maritime Press, 1986.